# Key 26
Der Typ Key 26, auch Keyship 26, ist ein Semicontainerschiffstyp der Seebeckwerft in Bremerhaven.

## Geschichte
Der Schiffstyp wurde Anfang der 1970er Jahre als großer Ergänzungstyp des sehr erfolgreichen Typs Seebeck 36L für die Linienfahrt konzipiert. Die Schiffe der Baureihe sind als universell einsetzbare Semicontainerschiffe für die große Fahrt ausgelegt. Um den veränderten Rahmenbedingungen gerecht zu werden, passte man den Key 26 durch einen höheren Decksöffnungsgrad an den Containertransport an und legte die Schiffe für eine etwas höhere Geschwindigkeit als beim Vorgänger aus. Angeboten wurde der Typ Key 26 zwar in vier Bauvarianten (Typ A, B, C und D), deren Laderaumsektionen sich durch unterschiedliche Decksöffnungsgrade, verschieden große Luken und Anordnung mit oder ohne Längsherft, die Ausrüstung mit oder ohne Zwischendecks, die Anordnung der Ballasttanks und die Ausrüstung mit verschiedenen Arten von Ladegeschirr unterschieden – geordert wurden letztlich nur zwei Einheiten des Typs C. Die beiden für die französische Reederei Navigation Mixte aus Marseille gebauten Schiffe zeichneten sich durch eine hohe Containerkapazität, Zwischendeck im Laderaum und die Ausstattung mit Kränen aus.
Die Bezeichnung Key 26 ist an den Bremer Schlüssel angelehnt, wobei das nachgestellte 26 für die Tragfähigkeit von rund 26.000 Tonnen steht. Mit der Namensgebung der beiden Schiffe wurden die beiden französischen Schauspieler Marcel Pagnol und Raimu geehrt.

## Technische Einzelheiten
Die Key-26-Schiffe haben achtern angeordnete Aufbauten und fünf Laderäume mit Zwischendeck. Die Laderäume waren mit wegnehmbaren Cellguides ausgerüstet. Alle Lukendeckel wurden nach dem Ermans-System gebaut. Die aufrollbaren Wetterdecksluken sind vom Typ Rolltite-Mark 4, die Zwischendecksluken vom Sliding-Cover-Typ. Als eigenes Ladegeschirr kamen vier elektrische Schiffsdrehkräne des Herstellers Brissonneau & Lotz mit jeweils 25 Tonnen Kapazität zum Einbau.
Der Hauptmotor war ein bei H. Cegielski in Posen gebauter Sulzer 6RND76 Zweitakt-Dieselmotor mit einer Leistung von 12.000 PS, der direkt auf den Festpropeller wirkte. Es stand kein Bugstrahlruder zur Unterstützung der An- und Ablegemanöver zur Verfügung.

## Die Schiffe
| Schiffsname | Baunummer | IMO-Nummer | Ablieferung  | Auftraggeber                | Spätere Namen und Verbleib |
| ----------- | --------- | ---------- | ------------ | --------------------------- | --- |
| Pagnol      | 989       | 7412939    | Februar 1976 | Navigation Mixte, Marseille | 1981 Pagnet, 1985 Titan, 1989 Kota Intan, 1996 OOCL Sendai, 1997 Kota Intan, am 8. Mai 2004 zum Abbruch in Alang eingetroffen |
| Raimu       | 990       | 7412941    | August 1976  | Navigation Mixte, Marseille | 1981 Raimol, 1984 Elisa Dyo, 1989 Kota Indah, am 12. September 2008 zum Abbruch in Chittagong eingetroffen                    |